# Omar Pkhakadze
Omar Pkhakadze (em georgiano:  ომარ ფხაკაძე, em russo:  Омар Пхакадзе; 8 de dezembro de 1944 — 21 de maio de 1993) foi um ciclista georgiano, que era especialista em velocidade.
Pkhakadze competiu pela União Soviética nos Jogos Olímpicos de 1964, 1968 e 1972 e terminou em quarto e terceiro lugar em 1968 e 1972, respectivamente, ganhando a primeira medalha olímpica soviética na prova de velocidade.